# Esparàssids

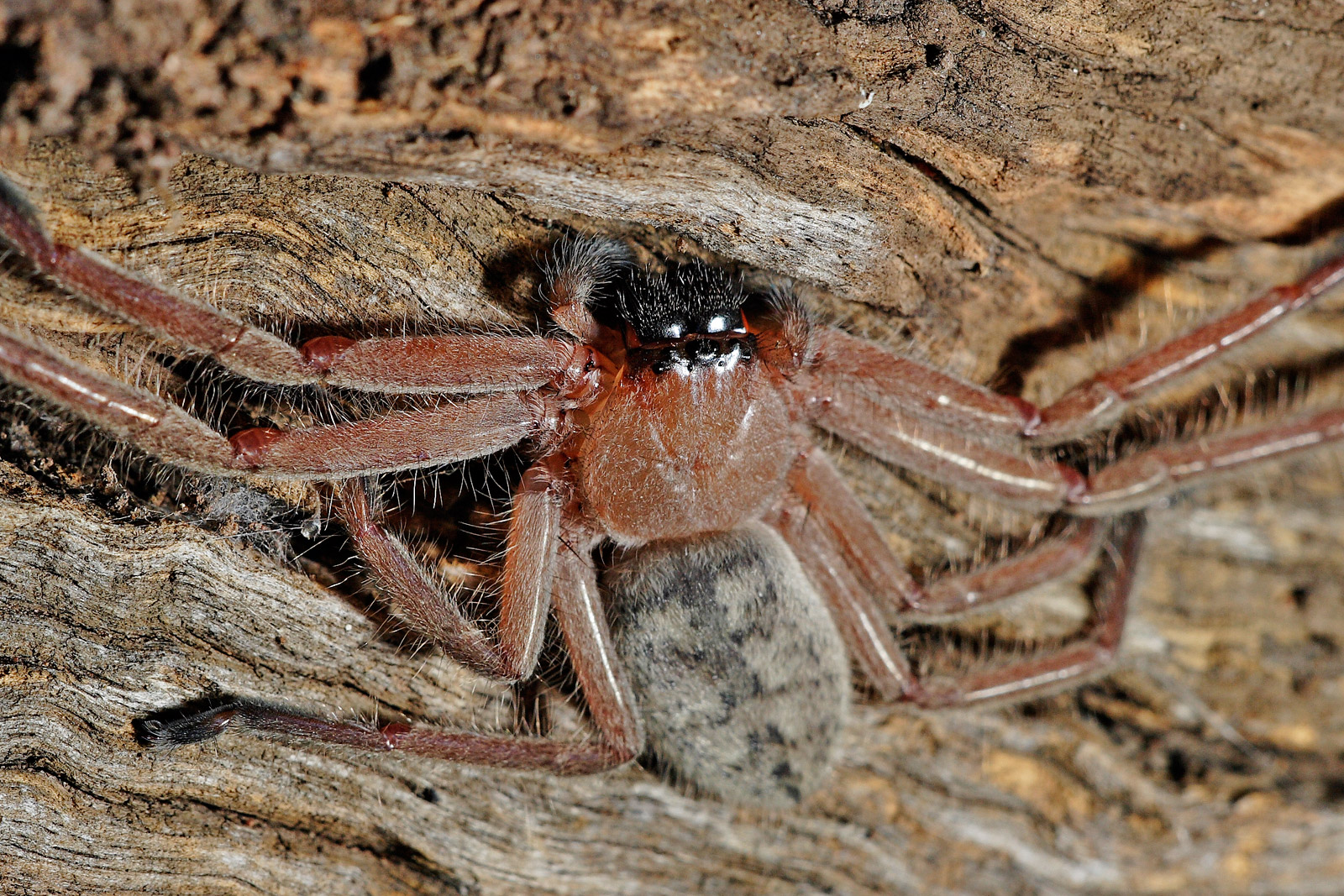
Esparàssid sota un tronc (Austràlia)

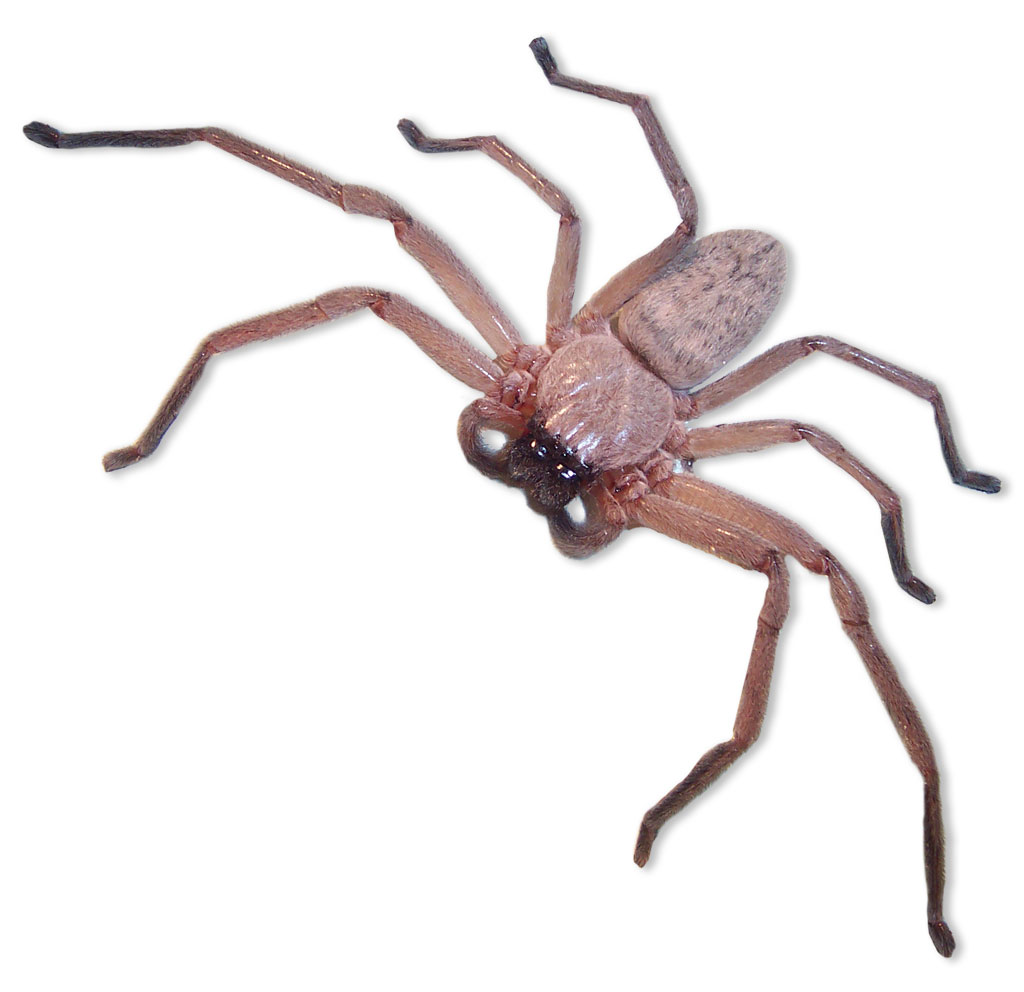
Heteropoda sp.

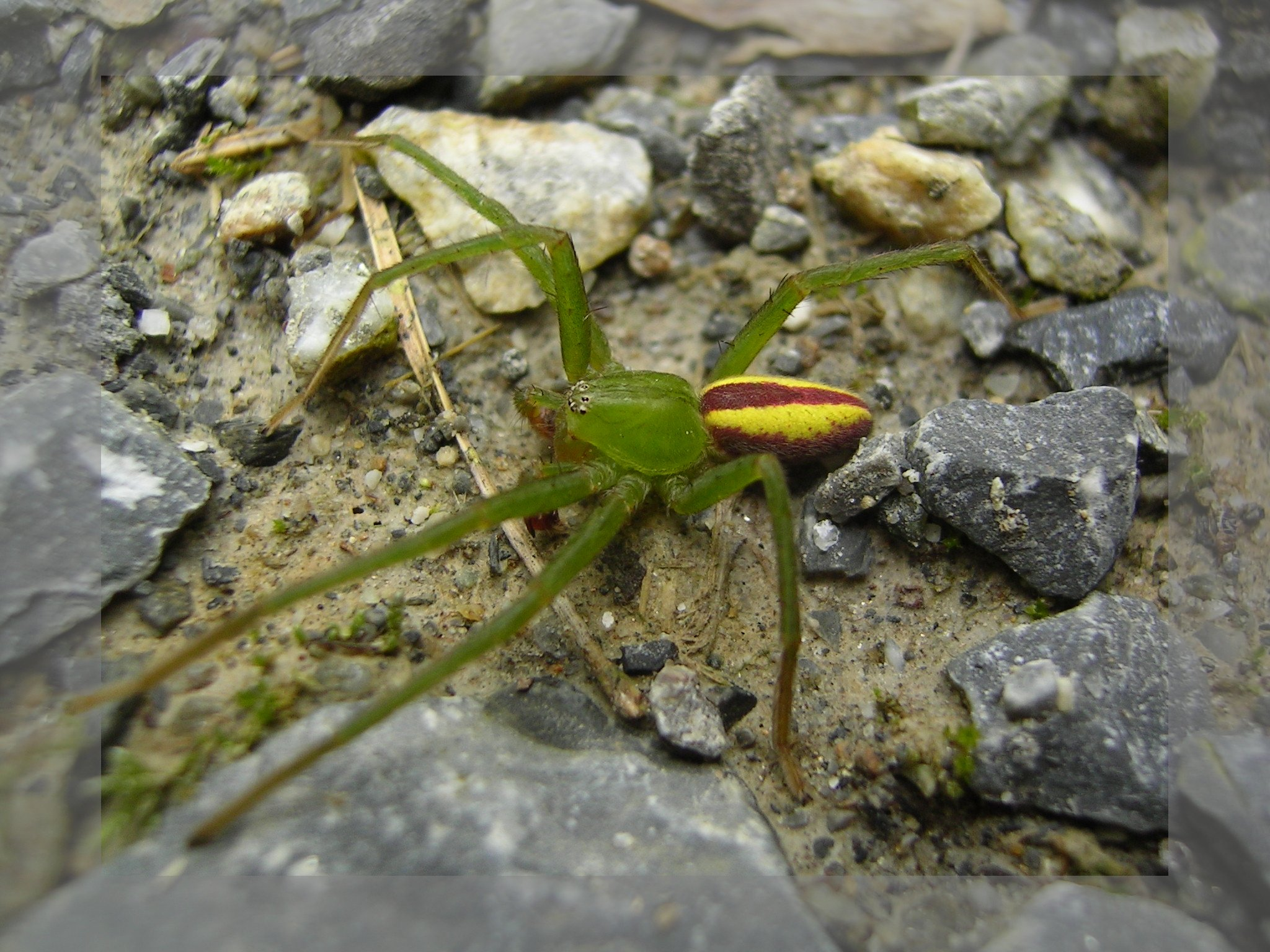
Micrommata virescens

Els esparàssids (Sparassidae) són una gran família d'aranyes araneomorfes. Fou descrita per primera vegada per Philip Bertkau l'any 1872. El nom de huntsman spiders ("aranyes caçadores") és un nom comú donat als exemplars de la família Sparassidae (anteriorment Heteropodidae i sinonímia de la família Eusparassidae). Els espècimens més grossos d'aquestes aranyes s'anomenen a Austràlia "aranyes de bosc", a causa de la seva preferència pels hàbitats llenyosos.
Aquestes aranyes de vuit ulls es troben per tot arreu excepte en els pols de la Terra; a Àfrica, Austràlia, Nova Zelanda, Sud-est d'Àsia, la Mediterrània, EUA, i a moltes altres regions.

## Descripció
Poden arribar a ser grans –els mascles d'Heteropoda maxima, a Laos, poden assolir els 250-300 mm–, i tot i la seva temible aparença, no són molt verinoses per als éssers humans. Poden picar o mossegar si són provocades, però la persona patirà una inflamació menor amb dolor local, i es recuperarà en un dia o dos. Alguns tipus més grossos s'assemblen a les taràntules, i s'hi poden confondre; així, en el Museu d'Història Natural a Sydney les anomenen "taràntules australianes" per descriure-les.
Els esparàssids poden ser identificats per les seves potes, que, més que unir-se al cos verticalment, es corben i estenen endavant a la manera dels crancs. Moltes tenen colors apagats, que van del marró al gris. Les seves cames estan cobertes d'espines bastant prominents, però la resta dels seu cos és llis.
Es troben sovint en barraques, garatges i en altres llocs tranquils poc habitats. El gènere Holconia és gran, amb coloracions entre gris i marró amb bandes ratllades a les seves cames. Neosparassus és més gran encara, marró i peluda; la seva picada infligirà la lesió més greu que pot provocar un esparàssid, amb inflamació local i dolor, que pot anar acompanyat de nàusees, maldecaps, vòmits i palpitacions. Heteropoda és també gran i peluda, marronosa, amb taques blanques i negres. La vista d'aquestes aranyes és bona, però no tant com la dels saltícids, suficient de detectar persones que s'acosten o altres animals a una certa distància.

## Hàbitat i distribució
Els esparàssids són molt comuns en moltes zones tropicals i semitropicals del món. A Hawaii hi ha una espècie que anomenen "aranya de canya". A Sud-àfrica parlen d'aranyes de pluja a causa de la seva tendència a buscar refugi abans que la pluja aparegui, sovint introduint-se als habitatges humans. En general es poden trobar on sigui que els vaixells els poden portar com passatgers no desitjats a les àrees que no són massa fredes.
Els esparàssids adults no construeixen teranyines, sinó que tenen una vida errant a la cerca de les seves preses. El seu règim consta principalment d'insectes i d'altres invertebrats. Viuen a les clivelles de l'escorça dels arbres, però es poden veure vagar per les cases i els vehicles. Poden desplaçar-se molt de pressa, i poden caminar per les parets i fins i tot pels sostres. Mostren un reflex d'"adherir-se" quan vol ser agafada, posant dificultats en la seva captura i és molt més probable que puguin picar. Les femelles són grans defensores dels seus sacs d'ous i de les cries; si són provocats generalment fan una exhibició amenaçadora, i si l'avís s'ignora poden atacar i picar.

## Sistemàtica
Segons el World Spider Catalog amb data de 10 de gener de 2019, aquesta família té reconeguts 88 gèneres i 1.243 espècies de les quals 240 pertanyen al gènere Olios i 198 pertanyen a Heteropoda. El creixement dels darrers anys és considerable en quants al nombre d'espècies, ja que el 27 de novembre de 2006 i hi havia citats 82 gèneres i 1.009 espècies.
- Adcatomus Karsch, 1880
- Anaptomecus Simon, 1903
- Anchonastus Simon, 1898
- Arandisa Lawrence, 1938
- Barylestis Simon, 1910
- Beregama Hirst, 1990
- Berlandia Lessert, 1921
- Bhutaniella Jäger, 2000
- Caayguara Rheims, 2010
- Carparachne Lawrence, 1962
- Cebrennus Simon, 1880
- Cerbalus Simon, 1897
- Chrosioderma Simon, 1897
- Clastes Walckenaer, 1837
- Curicaberis Rheims, 2015
- Damastes Simon, 1880
- Decaphora Franganillo, 1931
- Defectrix Petrunkevitch, 1925
- Delena Walckenaer, 1837
- Dermochrosia Mello-Leitão, 1940
- Diminutella cortina Rheims & Alayón, 2018
- Eusparassus Simon, 1903
- Exopalystes Hogg, 1914
- Geminia Thorell, 1897
- Gnathopalystes Rainbow, 1899
- Guadana Rheims, 2010
- Heteropoda Latreille, 1804
- Holconia Thorell, 1877
- Irileka Hirst, 1998
- Isopeda L. Koch, 1875
- Isopedella Hirst, 1990
- Keilira Hirst, 1989
- Leucorchestris Lawrence, 1962
- Macrinus Simon, 1887
- Martensopoda Jäger, 2006
- May Jäger & Krehenwinkel, 2015
- Megaloremmius Simon, 1903
- Micrommata Latreille, 1804
- Microrchestris Lawrence, 1962
- Neosparassus Hogg, 1903
- Neostasina Rheims & Alayón, 2016
- Nisueta Simon, 1880
- Nolavia Kammerer, 2006
- Nonianus Simon, 1885
- Nungara Pinto & Rheims, 2016
- Olios Walckenaer, 1837
- Orchestrella Lawrence, 1965
- Origes Simon, 1897
- Paenula Simon, 1897
- Palystella Lawrence, 1928
- Palystes L. Koch, 1875
- Panaretella Lawrence, 1937
- Pandercetes L. Koch, 1875
- Parapalystes Croeser, 1996
- Pediana Simon, 1880
- Pleorotus Simon, 1898
- Polybetes Simon, 1897
- Prusias O. Pickard-Cambridge, 1892
- Prychia L. Koch, 1875
- Pseudomicrommata Järvi, 1914
- Pseudopoda Jäger, 2000
- Pseudosparianthis Simon, 1887
- Quemedice Mello-Leitão, 1942
- Remmius Simon, 1897
- Rhacocnemis Simon, 1897
- Rhitymna Simon, 1897
- Sagellula Strand, 1942
- Sampaiosia Mello-Leitão, 1930
- Sarotesius Pocock, 1898
- Sinopoda Jäger, 1999
- Sivalicus Dyal, 1957
- Sparianthina Banks, 1929
- Sparianthis Simon, 1880
- Spariolenus Simon, 1880
- Staianus Simon, 1889
- Stasina Simon, 1877
- Stasinoides Berland, 1922
- Stipax Simon, 1898
- Strandiellum Kolosváry, 1934
- Thelcticopis Karsch, 1884
- Thomasettia Hirst, 1911
- Tibellomma Simon, 1903
- Tychicus Simon, 1880
- Typostola Simon, 1897
- Uaiuara Rheims, 2013
- Vindullus Simon, 1880
- Yiinthi Davies, 1994
- Zachria L. Koch, 1875

### Fòssils
Segons el World Spider Catalog versió 19.0 (2018), existeixen els següents gèneres fòssils:
- †Caduceator Petrunkevitch, 1942
- †Collacteus Petrunkevitch, 1942
- †Eostaianus Petrunkevitch, 1950
- †Eostasina Petrunkevitch, 1942

### Superfamília Sparassoidea
És els esparàssids eren l'única família de la superfamília dels esparassoïdeus (Sparassoidea). Les aranyes, tradicionalment, havien estat classificades en famílies que van ser agrupades en superfamílies. Quan es van aplicar anàlisis més rigorosos, com la cladística, es va fer evident que la major part de les principals agrupacions utilitzades durant el segle XX no eren compatibles amb les noves dades. Actualment, els llistats d'aranyes, com ara el World Spider Catalog, ja ignoren la classificació de superfamílies.

## Toxicitat i agressió
En general, els esparàssids no són perilloses, i es poden considerar beneficioses perquè s'alimenten d'insectes. A Austràlia hi ha una tendència a introduir-los als jardins com a control biològic d'insectes. Existeixen informes de picades d'exemplars del gènere Neosparassus, anteriorment anomenat Olios, que pot provocar un dolor prolongat, inflamació, mal de cap, vòmits i un ritme cardíac irregular; tanmateix, un estudi científic de la picada d'exemplars Neosparassus no ha confirmat aquests símptomes greus o inusuals. No queda clar en quines circumstàncies arriben a picar a persones, però se sap que les femelles són bastant agressives defensant els ous i les cries.

## Producció de sons i ritual d'aparellament
Els mascles d'Heteropoda venatoria, un dels esparàssids més habitual arreu del món, s'ha observat que produeix deliberadament un so quan sent que les femelles de la seva espècie estan pròximes. El sistema de producció sonora és diferent d'altres mètodes ja observats en altres espècies d'aranyes. Els mascles s'ancoren fermament a la superfície i llavors utilitzen les seves cames per fer vibrar tot el seu cos; sembla que la major part del so sigui produït per les vibracions dels dos parells posteriors de potes. La freqüència característica d'aquestes vibracions i el gràfic sonor sembla que permet que siguin identificats per les femelles i així podran acostar-se per aparellar-se.

## Fotos

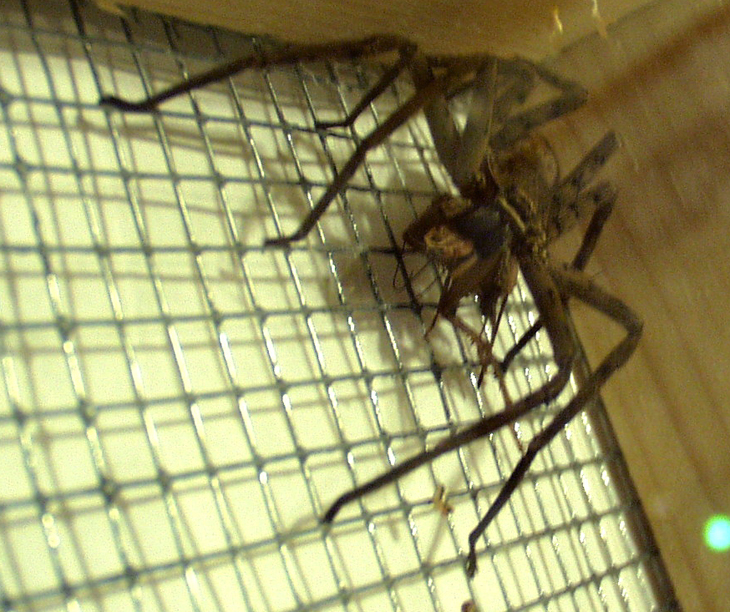
Heteropoda venatoria menjant la presa.
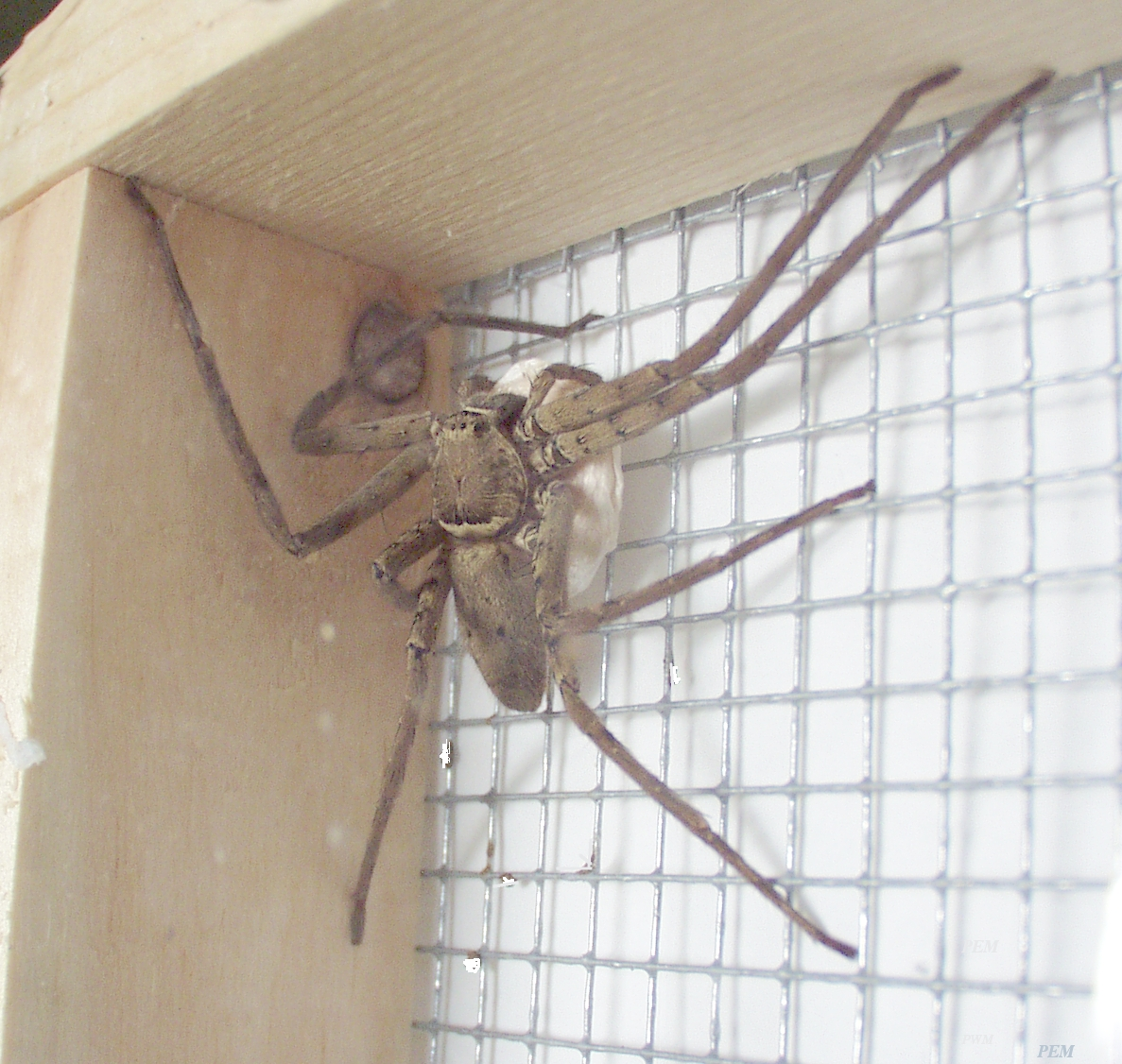
Heteropoda venatoria portant el sac d'ous.
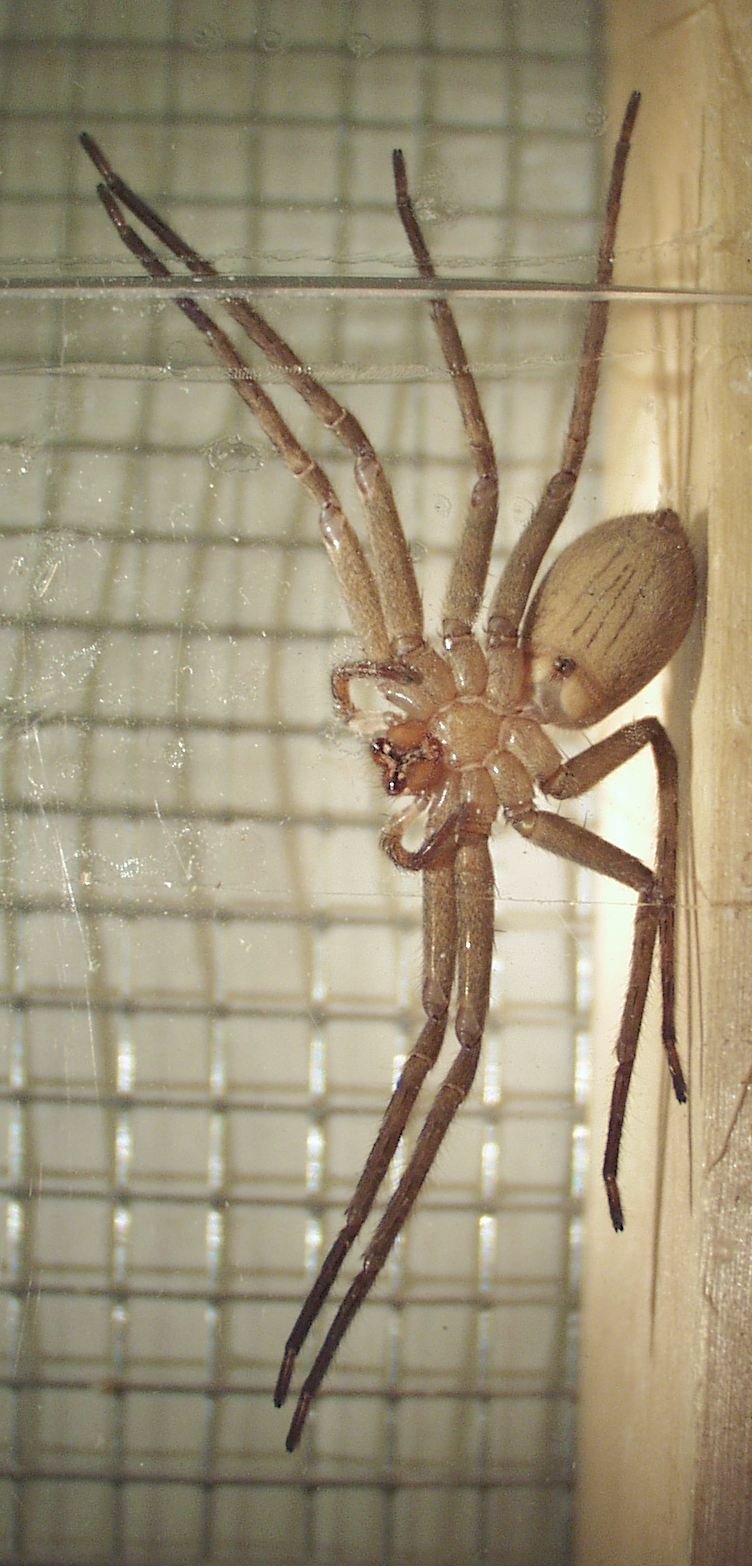
Vista ventral amb l'epigí i les fileres.
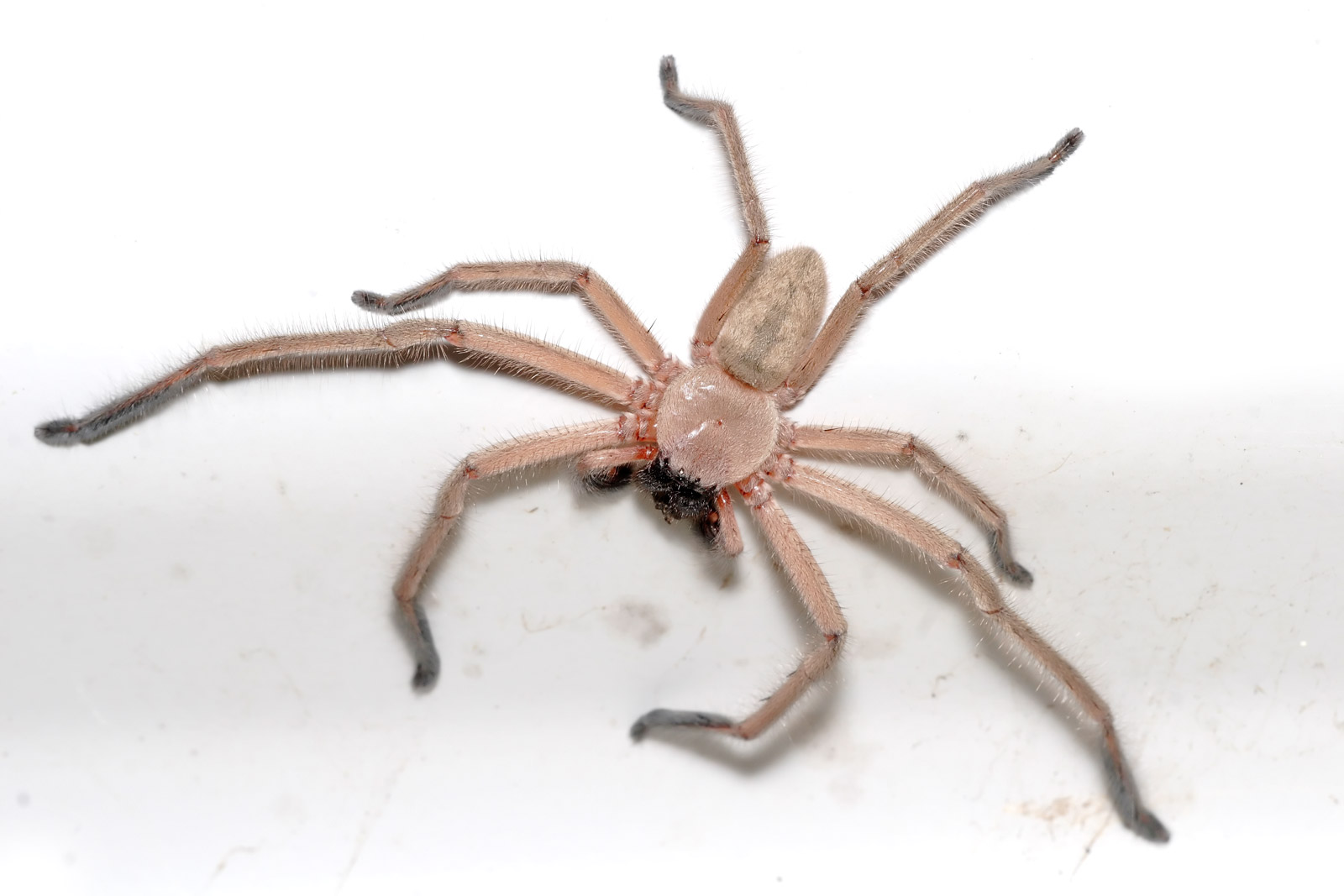
Heteropoda sp..